# Дзедушицкий, Ежи Станислав
Ежи Станислав Дзедушицкий (1670 — 6 сентября 1730, Львов) — государственный деятель Речи Посполитой, староста жидачевский (с 1694 года), ловчий великий коронный (1703—1704), конюший великий коронный (1704—1730). Польский писатель, историк, библиофил и коллекционер.

## Биография
Представитель польского дворянского рода Дзедушицких герба «Сас». Единственный сын воеводы подольского Франтишека Яна Дзедушицкого (1640—1704) и Софии Яблоновской, родной сестры гетмана великого коронного Станислава Яна Яблоновского.
Получил образование в иезуитском коллегиуме. В 1691 году после участие в молдавском походе Ежи Станислав Дзедушицкий отправился в путешествие по Европе, посетил Францию, Бельгию и Голландию. В 1695 году получил во владение от своего отца староство жидачевское.
В 1696 году Ежи Станислав Дзедушицкий был избран послом от Львовской земли на конвокационный сейм, где агитировал за кандидатуру саксонского курфюрста Августа Сильного. В 1697 году новый польский король Август Сильный отправил его в Вену, Венецию и Рим с сообщением о своем избрании на польский престол, отправился в поездку в 1698 году. В 1700 году участвовал в польском посольстве под руководством Рафаила Лещинского в Стамбул. В 1703 году был назначен Августом ловчим великим коронным, а в 1704 году получил звание конюшего великого коронного.
Поселился в имении Кукуловцы под Галичем, где занимался писательством и украшением своей резиденции. Во время борьбы за трон между Августом Сильным и Станиславом Лещинским Ежи Станислав Дзедушицкий поддерживал последнего. В 1709 году после Полтавской битвы стал верным сторонником Августа Сильного.
Член Тарногродской конфедерации и её посол в Риме.
Труды:
- Salutatio denuntiationis ad serenissimum Fredericum Augustem Ducem Saxoniae Electum Polonorum Regem facta a toto equestri ordine per… cum eadam denuntatione, wygł. 1697, wyd. w jęz. łacińskim i niemieckim (kilka wydań)
- Traktat o poprawie albo dodaniu perfekcji koniom polskim, powst. 1705, wyd. pt. Obserwacje należące do koni i stad polskich, napisane w r. 1705, z rękopisu Biblioteki Załuskich po raz pierwszy w druku, wyd. S. Przyłęcki, Lwów 1852
- Traktat o elekcji królów polskich, powst. 1707, z rękopisu Załuskiego wyd. T. Wierzbowski, Warszawa 1906), Biblioteka Zapomnianych Poetów i Prozaików Polskich XVI—XVIII w., zeszyt 23
- Opis podróży po Holandii i Francji z r. 1691, niewydany drukiem, (omawia go A. Brückner)
- Mowa łacińska do Fryderyka Augusta saskiego

## Семья
В 1704 году женился на Марианне Терезе Замойской (1686—1751), дочери подскарбия великого коронного и ордината замойского Марцина Замойского (ок. 1637—1689) и Анны Франциски Гнинской (ум. 1704), от брака с которой детей не имел.